# Dariusz Wójcik
Pour les articles homonymes, voir Wójcik.
 (avril 2020).
Dariusz Stanislaw Wójcik, né à Świdnica en Basse-Silésie, est un chanteur polonais. Il termine ses études d’acteur et de chanteur classique à Gdańsk en 1989. Sa carrière artistique se déroule dans la Tri-Ville.

## Son parcours artistique
Dariusz Wójcik est chanteur soliste pendant de longues années au Théâtre Musical de Gdynia. On l’entend dans des opéras, des opérettes et même dans la version polonaise de Jesus Christ Superstar.
En 1996 il devient directeur - fondateur du « Théâtre ouvert de Gdańsk ». La mission du théâtre est d’entretenir et de créer des traditions musicales. Le théâtre part à la rencontre avec la culture allemande (récitals vocaux, d’orgues, chansons et opéras romantiques), la culture italienne (opéras), la culture française (la chanson avec Nadia et Lili Boulanger), la culture polonaise (récitals de chansons, opéras, musique poétique et patriotique ), la culture hongroise (concerts de musique classique et populaire), la culture autrichienne (concerts des classiques viennois et de la musique dodécaphonique, de la dynastie Strauss) et la culture juive (récitals de chant, spectacles musicaux de danse).

## Darek Wójcik vel Davidek
Dariusz Wójcik est un chanteur reconnu lors de sa venue dans la chanson juive. Il affirme que la culture juive le fascine. L’artiste donne des concerts de chansons en yiddish, en hébreu et en polonais à partir des spectacles créés dans son théâtre. Les chansons juives sont du répertoire traditionnel et interprétées de manière traditionnelle pour un chanteur d'opéra sur une musique klezmer. Le théâtre produit trois spectacles :
- Bialystok Majn Hajm 48, en 2007, concert - spectacle musical et de danse[3] à la mémoire et à l’occasion du 5e anniversaire de la mort d'Ephraïm Kissler[4], héros de l’insurrection du ghetto de Bialystok, gardien de la culture yiddish et qui fut le mentor de Darek Wójcik, y compris dans son apprentissage du yiddish
- Shalom Aleichem, Yiddish Songs, en 2008, un concert de musique juive avec le Pojln Klezmer Quartet
- Motywy Żydowskie w muzyce świata (Thèmes juifs dans la musique du monde), en 2015[5]

À partir de son répertoire de chansons juives, se présentant parfois sous le diminutif de Darek Wójcik vel Davidek, le chanteur donne de nombreux concerts à l’occasion de commémorations, de festivals et de tournées, dans la région, en Pologne ou en Europe, ainsi que dans son théâtre. Par exemple le concert de musique juive „Dwa Złote Księżyce Chagalla” (Les deux lunes d’or de Chagall), en mémoire du 100e anniversaire de l’édification de la synagogue de Sopot et du 75e anniversaire de son incendie.

## Discographie
Deux disques ont été édités à partir des spectacles créés par le théâtre.
- Shalom Alejchem - Yiddish songs a été réalisé sur la base d’un enregistrement dans la Grande Synagogue de Tykocin en juillet 2008. Ce premier disque, chez Soliton[7], réédité à de nombreuses reprises sous différents titres (par exemple Najpiękniejszych pieśni żydowskich (les plus belles chansons juives) en 2013 ou Favorite Yiddish songs en 2015,...), comprend vingt titres dont Mojszele majn frant[8]. Le chanteur fut accompagné par le groupe Poljn Klezmer Quartet qui comprend Wojtek Czapliński à la clarinette, Marta Nanowska au violon, Piotr Lemańczyk à la contrebasse et Andrzej Nanowski au piano et arrangements[9].
- Motywy Żydowskie w muzyce świata. Ce second disque de seize chansons, édité par Soliton[10], dans le même type de répertoire et la même veine interprétative[11], avec le Szaweł Lipski Klezmer Quartet, est sorti sur la base d’un enregistrement de septembre 2015 au Théâtre Shakespearien de Gdańsk[12]. Le Szaweł Lipski Klezmer Quartet est composé de musiciens du Conservatoire national de Varsovie Szaweł Lipski au piano, de Przemek Skałuba à la clarinette, de Grzegorz Gadziomski au violon et de Rafał Grząka à l'accordéon.